# 清泰院 (毛利輝元側室)
清泰院（せいたいいん、元亀3年（1572年） - 慶長9年閏8月1日（1604年9月24日） ）は、戦国時代から江戸時代初期にかけての女性。毛利輝元の側室。初め、杉元宣の妻。初代長州藩主・毛利秀就、初代徳山藩主・毛利就隆、竹姫（吉川広正正室）の生母。
名は周姫（かねひめ）。広島城二の丸に住んだために、二の丸殿と呼ばれる。清泰院は院号（院号は快楽院とも）。

## 生涯
元亀3年（1572年）、毛利氏の家臣・児玉元良の娘として誕生した。
『古老物語』によると、幼少の周姫（後の二の丸殿）が自宅門前で遊んでいたところ、美少女故に通りかかった輝元の目に留まり、その後、輝元は周姫を目当てに、しばしば元良の自宅を訪問するようになる。輝元のこの行動を快く思わない元良は、天正12年（1584年）に周姫を周防の杉元宣に嫁がせた。しかし、輝元は諦めることなく、天正14年（1586年）に元宣が筑前に出陣すると、佐世元嘉らに命令し、周姫を強奪して自身の側室とした。これに立腹した元宣は、天正17年（1589年）に大坂の豊臣秀吉への直訴を計画するが、事の重大さに気付いた小早川隆景により、野上庄沖にある大島の船隠で殺害された。
不本意ながらも輝元の側室となった周姫は、広島城二の丸に住み、「二の丸殿」として輝元の寵愛を受けた。なお、二の丸殿が未完成の広島城に早々に居住することとなったのは、輝元の正室である南の大方の嫉妬によるものとされる。
その後、文禄4年10月18日（1595年11月19日）に秀就、慶長4年（1599年）に竹姫、慶長7年9月3日（1602年10月17日）に就隆を出産している。通説では、秀就を広島城で生んだとされるが、正室である南の大方を恐れていたことから、懐妊後に密かに長門国の小野村（現・山口県宇部市）の財満就久の屋敷に匿われ、密かに出産したとの説もある（詳細は毛利秀就を参照）。
慶長5年（1600年）の関ヶ原の敗戦における毛利家の転封により、広島城に戻ることができなくなると、萩城に入らずに周防国山口の覚皇寺に移った。萩に入ることができなかったのは、正室である南の大方が許さなかったからといわれている。
慶長9年（1604年）8月1日、覚皇寺で病死し、山口古熊の西方寺（現・山口市の善生寺）に葬られた。法名は清泰院殿栄誉周慶大姉。
明治になって、山口市の香山公園（瑠璃光寺）にある毛利家菩提所の裏に墓が移された。

## 姫山伝説
山口には「姫山伝説」なるものが伝えられる。伝説の内容にはバリエーションが多いものの、概ね次のようなものであり、二の丸殿との関連が推測される話となっている。
- 山口の城下町には大変美しい長者の娘がいたが、それを見初めた殿様が側に置こうとした。婚約者のいる娘はそれを拒むが、断りに行った長者（父）は帰って来なかった。怒りの収まらない殿様は、頑なに拒む娘を捕らえて姫山の古井戸に吊すと、蛇を投げ込んで娘を苦しめる。娘が死ぬ間際に「美しく生まれたために私は不幸になった。後世の女の人が同じように苦しみまないよう、この山から見渡す土地には美人を生まれさせない」と呪ったため、山口には美女が生まれなくなった。